# 黑里施里德
黑里施里德是德国巴登-符腾堡州的一个市镇。总面积37.50平方公里，总人口2694人，其中男性1362人，女性1332人（2011年12月31日），人口密度72人/平方公里。